# (380480) Glennhawley
(380480) Glennhawley est un astéroïde de la ceinture principale.

## Description
(380480) Glennhawley est un astéroïde de la ceinture principale. Il fut découvert le 16 décembre 2003 à Mauna Kea par David D. Balam. Il présente une orbite caractérisée par un demi-grand axe de 3,00 UA, une excentricité de 0,07 et une inclinaison de 10,9° par rapport à l'écliptique.

## Compléments